# Brett Maron
Brett Elizabeth Maron, född 2 juni 1986, är en amerikansk före detta fotbollsmålvakt. Hon spelade under sin karriär bland annat för Kristianstads DFF.

## Karriär
Maron tog Bachelor of Arts i sociologi vid Fairfield University och var under studietiden förstemålvakt i dess fotbollslag. 2007 spelade hon för SoccerPlus Connecticut i WPSL. 2008 spelade Maron för isländska Afturelding.
Inför säsongen 2009 värvades Maron av Kristianstads DFF. 2010 spelade hon för Atlanta Beat och 2011 för magicJack. 2012 blev det en ny period på Island och spel i Valur. Inför säsongen 2013 återvände Maron till Kristianstads DFF.